# Agrimensor

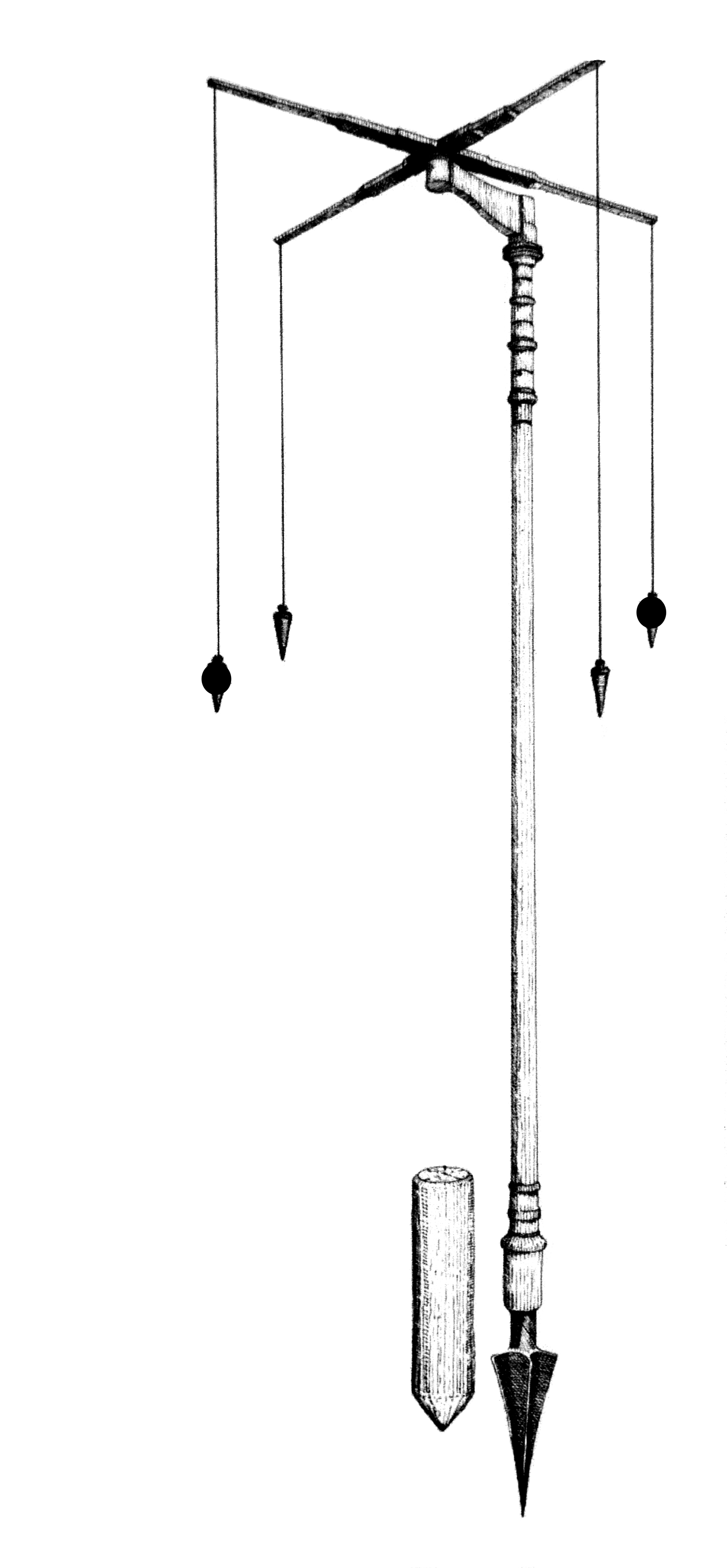
Disseny d'una groma trobada a Pompeia.

Agrimensor és l'encarregat de mesurar els terrenys. La seva activitat s'anomena agrimensura.
L'ofici va sorgir a l'antiga Roma. Els agrimensors, primer sota el nom de finitores o de gromatici (per l'instrument que feien servir per mesurar, anomenat groma) i progressivament com mensores, nom que va derivar al segle iv en agrimensores.
Les seves primeres tasques foren mesurar les terres per establir colònies. Finitores i mensores actuaven com a mediadors en litigis per les terres, però de manera tècnica i no legal. Amb el temps van passar a mesurar totes les terres i especialment sota l'Imperi Romà quan les mesures de terres colonials o similars va desaparèixer i van esdevenir tècnics geòmetres d'amidament.
Els agrimensores van rebre aquest nom al segle iv per distingir-los d'una nova classe de mensores, esmentats al codi Teodosià i al codi de Justinià. Els agrimensores rebien un aureus de cada colindant de la terra que mesuraven. Al segle iv portaven el títol de clarissimi mentre eren estudiants i spectabiles quan ja exercien. Durant el període imperial va esdevenir una professió especialitzada amb escoles de formació i nomenament per l'estat; fixaven els límits i eren consultats en els plets. Sota l'imperi els agrimensors van passar a ser retribuïts.
El primer gromaticus esmentat com a tal fou Frontí (Frontinus) vers els anys 81 a 96. També fou molt conegut Higí el Gromàtic, (Higinus gromaticus) entre el segle i i el segle ii).